# Petra Wahnsiedler
Petra Wahnsiedler (* 19. April 1961) ist eine ehemalige deutsche Judoka. Sie war Europameisterschaftszweite 1984.

## Sportliche Karriere
Bis 1984 trat Petra Wahnsiedler im Halbmittelgewicht an, der Gewichtsklasse bis 61 Kilogramm. 1983 siegte sie bei den Deutschen Meisterschaften, einen Monat später gewann sie den Fukuoka Cup. Bei den Europameisterschaften 1984 erreichte sie das Finale und unterlag dann der Französin Martine Rottier. Bei den Judo-Weltmeisterschaften 1984 schied sie im Viertelfinale gegen Laura Di Toma aus.
1985 wechselte Wahnsiedler ins Mittelgewicht, die Gewichtsklasse bis 66 Kilogramm. Sie siegte bei den Deutschen Meisterschaften und gewann das internationale Turnier in Leonding. Ende des Jahres erreichte sie das Finale beim Fukuoka Cup, unterlag dann aber der Italienerin Cristina Fiorentini. In den nächsten Jahren trat sie bei weniger internationalen Turnieren an. Ihre nächste vordere Platzierung bei internationalen Meisterschaften war der siebte Platz bei den Weltmeisterschaften 1989. 1991 gewann sie das Masters-Turnier in München und wurde im gleichen Jahr noch einmal Deutsche Meisterin.
Petra Wahnsiedler kämpfte für den SC Bushido Frankfurt in Frankfurt am Main.